# Runaway Train (film)
Pour les articles homonymes, voir Runaway Train et À bout de course.
Pour plus de détails, voir Fiche technique et Distribution.
Runaway Train : À bout de course, est un film américain réalisé par Andreï Kontchalovski sorti en 1985. Il met en vedette Jon Voight, Eric Roberts, Rebecca De Mornay et John P. Ryan. Le scénario de Djordje Milicevic, Paul Zindel et Edward Bunker était basé sur un scénario original d'Akira Kurosawa datant des années 1960, avec des contributions non créditées de fréquents collaborateurs de celui-ci, Hideo Oguni et Ryūzō Kikushima. Le film a également été le premier long métrage de Danny Trejo et de Tommy Lister, dit « Tiny », qui ont tous deux poursuivi une carrière réussie en tant qu'acteurs de personnages « durs à cuire ».
L'histoire concerne deux condamnés évadés et une assistante conductrice de locomotive qui sont coincés dans ce qui va devenir un train fou commandé par les hommes en fuite alors qu'il traverse l'Alaska désolé et enneigé. Voight et Roberts ont tous deux été nommés aux Oscars pour leurs rôles respectifs. Il a reçu des critiques généralement positives de la part des critiques.
Kurosawa voulait que le scénario original soit son premier film en couleur après Barberousse (1965), mais des difficultés avec les bailleurs de fonds américains l'ont conduit à abandonner le projet.

## Synopsis
Oscar Manheim, dit « Manny » (Jon Voight) est un braqueur de banque impitoyable et le héros des condamnés de la prison à sécurité maximale de Stonehaven en Alaska. Après deux précédentes tentatives d'évasion ratées, Manny est mis à l'isolement pendant trois ans. Une ordonnance du tribunal oblige le sadique associé de la prison Warden Ranken à le libérer de l'isolement. Planifiant alors une troisième évasion, Manny est obligé de faire avancer son plan au milieu de l'hiver après avoir été poignardé à la main au cours d'une rixe d'une grande sauvagerie au sein de la prison. Manny recrute le jeune prisonnier Buck McGeehy pour l'aider dans son plan complexe. Après leur évasion de la prison par un tunnel d'égout s'ouvrant au-dessus d'une rivière glaciale et une marche périlleuse à travers le pays, tous deux arrivent à un poste de départ de trains. Après avoir volé des vêtements de cheminots ils sautent à bord d'un train composé uniquement de quatre locomotives.
L'ingénieur ferroviaire âgé, Al, a une crise cardiaque mortelle après avoir démarré le train et tombe de la locomotive de tête. Il parvient à appliquer les freins, mais les locomotives les rendent inopérants par leur vitesse, entraînant la combustion des mâchoires de frein. Alors que le train sans pilote accélère, les répartiteurs Dave Prince et Frank Barstow sont alertés de la situation. Barstow permet au train d'atteindre la ligne principale, tout en essayant de garder les voies dégagées plus loin sur la ligne. Malheureusement, l'emballement fracasse le fourgon de queue d'un autre train tirant sur une voie d'évitement. La collision endommage gravement la cabine de la locomotive de tête et bloque la porte avant du deuxième moteur, une vieille unité F EMD inutilisable, ou "A-liner". Les condamnés réalisent enfin que quelque chose ne va pas. Le supérieur de Barstow, Eddie McDonald, lui ordonne de faire dérailler intentionnellement le train.
À ce stade, le sifflet du train retentit, alertant les autorités (et les deux fugitifs) que quelqu'un d'autre est à bord du train. Barstow demande au mainteneur d'annuler le déraillement. Ranken conclut que ses deux condamnés évadés fuient par chemin de fer. Pendant ce temps, les deux fugitifs sont découverts par Sara, une hôtesse de la locomotive, qui explique qu'elle a actionné le sifflet et que le train est hors de contrôle. Elle les convainc que sauter du train à sa vitesse actuelle serait un suicide, tout en révélant que le seul moyen possible d'arrêter le train serait de monter sur la motrice de tête et d'appuyer sur son interrupteur d'arrêt, un exploit presque impossible en raison de l'A-liner, porte d'entrée coincée, et de sa conception profilée arrondie obsolète n'ayant pas de passerelle extérieure ni de main courante contrairement aux trois autres locomotives à corps carré plus modernes. Ils parviennent à arrêter les troisième et quatrième locomotives, déraillant presque sur un pont ce faisant.
Les répartiteurs détournent le train fou vers une ligne secondaire sans issue après avoir déterminé qu'il n'est qu'à cinq minutes d'une collision frontale avec un train de voyageurs. Plus loin, le train aborde une courbe serrée près d'une usine chimique. Barstow convient qu'ils doivent le faire s'écraser, condamnant ainsi les trois personnes à bord à une mort certaine, plutôt que de risquer une explosion chimique. Ranken force Barstow à l'aider à atteindre le train par hélicoptère. Manny essaie de forcer Buck dans une bousculade suicidaire autour de l'extérieur du nez de la deuxième motrice. L'intervention de Sara au nom de Buck entraîne un affrontement armé. Émotionnellement brisés, tous trois sombrent dans la dépression. Le complice de Ranken est descendu d'un hélicoptère sur la motrice de tête, mais tombe sous le train après avoir brisé son pare-brise.
Poussé par l'apparition de son ennemi juré et sa résolution absolue de ne pas être renvoyé en prison, Manny fait un saut périlleux vers la motrice de tête. Il le fait avec peine, écrasant sévèrement sa main. Ranken monte à bord de la locomotive depuis l'hélicoptère; Manny lui tend une embuscade et le menotte à l'intérieur du moteur principal. Ranken ordonne à Manny d'arrêter le train avant qu'il ne s'écrase derrière l'extrémité de la voie qui donne sur le vide (étant en construction), mais Manny a choisi de mourir plutôt que d'être repris. Lorsqu'on lui rappelle la présence de Buck et Sara dans la deuxième locomotive, Manny détache celle de tête du reste du train. Il dit au revoir sans un mot (ignorant les supplications hurlantes de Buck d'arrêter le moteur principal) et grimpe sur le toit dans la neige glaciale, les bras tendus, acceptant son destin inévitable. Les codétenus de la prison pleurent tranquillement dans leurs cellules alors que le train solitaire disparaît dans la tempête. Le film se termine par une citation à l'écran de Richard III de William Shakespeare : « Il n'est de bête si féroce qu'elle n'éprouve une once de pitié. Mais je n'en n'éprouve point, et ne suis donc pas une bête. »

## Fiche technique
Sauf indication contraire, les informations mentionnées dans cette section peuvent être confirmées par la base de données cinématographiques IMDb,  présente dans la section « Liens externes ».
- Titre original : Runaway Train
- Titre québécois : À bout de course
- Titre français : Runaway Train, à bout de course[1]
- Réalisation : Andrei Konchalovski
- Scénario : Djordje Milicevic, Paul Zindel et Edward Bunker, d'après une histoire d'Akira Kurosawa, Ryūzō Kikushima et Hideo Oguni
- Musique : Trevor Jones
- Directeur de la photographie : Alan Hume
- Montage : Henry Richardson
- Création des décors : Stephen Marsh
- Direction artistique : Joseph T. Garrity
- Décorateur de plateau : Anne Kuljian
- Création des costumes : Katherine Dover
- Producteurs : Yoram Globus et Menahem Golan

Producteurs délégués : Richard Garcia, Robert A. Goldston, Henry T. Weinstein et Robert Whitmore
Producteur associé : Mati Raz
- Sociétés de production : Golan-Globus Productions et Northbrook Films
- Société de distribution : Cannon Group (États-Unis), UGC (France)
- Pays d'origine : États-Unis
- Langue originale : anglais
- Format : Couleurs - 1,85:1 - Dolby - 35 mm
- Genres : drame, action, aventure et catastrophe
- Durée : 111 minutes
- Dates de sortie[2] : 
  -  États-Unis : 6 décembre 1985 (sortie limitée), 17 janvier 1986 (sortie nationale)
  -  France : 17 mai 1986 (Festival de Cannes), 21 mai 1986 (sortie nationale), 4 septembre 2013 (ressortie, version restaurée)
- Affiche : Michel Landi (France)

## Distribution
- Jon Voight (VF: Marc de Georgi) : Oscar Manheim, dit « Manny »
- Eric Roberts (VF: Dominique Collignon-Maurin) : Buck McGeehy
- Rebecca De Mornay (VF : Françoise Dasque) : Sara
- John P. Ryan (VF : Pierre Hatet) : le directeur de la prison Ranken
- Kyle T. Heffner (VF : Vincent Violette) : Frank Barstow
- T.K. Carter (VF : Emmanuel Gomès Dekset ) : Dave Prince
- Kenneth McMillan (VF : Jacques Dynam) : Eddie MacDonald
- Stacey Pickren (VF : Martine Meirhaeghe) : Ruby
- Walter Wyatt : Conlan
- Edward Bunker (VF : Georges Atlas) : Jonah
- John Bloom : le grand prisonnier
- Hank Worden : un vieux prisonnier
- Tom Lister, Jr. (VF : Richard Darbois) : Jackson, le gardien de prison
- Danny Trejo : Boxer
- Dennis Franz : un policier (non crédité)

## Accueil
Runaway Train a obtenu 86 % des critiques positives sur le site Rotten Tomatoes.
Si le film n'a récolté que 7,9 millions $US de recettes aux États-Unis pour un budget estimé à 9 millions $US, en France, le film a obtenu un succès relatif mais honorable en salles avec plus de 563 000 entrées.
- Box-office  États-Unis : 7 683 620 dollars[5]
- Box-office  France : 563 453 entrées[6]

## Distinctions principales

### Récompenses
- Golden Globes 1986 : meilleur acteur dans un film dramatique pour Jon Voight

### Nominations
- Oscars 1986 : meilleur acteur pour Jon Voight et meilleur acteur dans un second rôle pour Eric Roberts
- Golden Globes 1986 : meilleur acteur dans un second rôle pour Eric Roberts

### Sélection
- Festival de Cannes 1986 : en compétition officielle

## Autour du film
- La musique de la scène finale est Le Gloria (RV 589 en ré majeur - Et in terra pax), composée par Antonio Vivaldi.
- Le film a longtemps détenu le record du plus grand nombre de fuck dans ses dialogues[7].
- Inspiré par le film, Kirk Brandon (en), de Spear of Destiny, écrivit la chanson Never Take Me Alive, sur leur album Outland (en) en 1987.
- En se préparant pour le rôle de Manny, Jon Voight a passé du temps avec les détenus dans la prison de San Quentin. Il est resté en contact avec certains d'entre eux pendant des années[8].
- Runaway Train est dédié à la mémoire du pilote d'hélicoptère Rick Holley. Ce dernier s'est tué en effectuant des repérages au-dessus d'un glacier pour le long-métrage. Le réalisateur Andreï Kontchalovski, bouleversé par la mort brutale d'Holley, était prêt à arrêter le tournage du film[9].
- Le film se clôt sur une citation de Richard III de William Shakespeare (acte I, scène 2) :

« “No beast so fierce but knows some touch of pity."
“But I know none, and therefore am no beast.” »
« « Il n'est de bête si féroce qu'elle n'éprouve une once de pitié. »
« Mais je n'en éprouve point, et donc ne suis pas une bête. » »